# Beleg van Gaillard
Het Beleg van Kasteel Gaillard vond tussen 1203 en 1204 plaats tussen het koninkrijk Frankrijk en het koninkrijk Engeland. Het beleg resulteerde in een Engelse nederlaag en het verlies van Normandië voor de Engelsen.

## Opbouw van het kasteel
Een greppel beschermde de muren van het kasteel en een extra verdediging werd gevormd door een houten omheining die ervoor zorgden dat belagers niet aan het kasteel konden. Het gebouw zelf bestond uit drie delen. Je had het binnenhof, het tussenhof en het buitenhof. Ieder hof werd afgescheiden door hoge muren en omringd door hoge torens. Hoe dieper men in het domein ging, hoe hoger de muren werden. Dit was om alle gevaar te kunnen buitensluiten.

## Aanloop
Engeland was sinds 1202 opnieuw in een oorlog verwikkeld met Frankrijk. De oorlog was aanvankelijk begonnen als een opstand van Arthur I van Bretagne, een volle neef van koning Jan zonder Land. Nadat deze was gevangen genomen in de Slag bij Mirebeau en vanwege de mysterieuze omstandigheden rondom zijn gevangenschap in Rouaan en eventuele dood viel koning Filips II van Frankrijk Normandië binnen. Filips II wist de kastelen van Conches-en-Ouche en Le Vaudreuil zonder enige moeite in te nemen en trok vervolgens op tegen Gaillard.

## Beleg
De Franse koning zag in dat een directe inname van het kasteel geen goede beslissing zou zijn. Daarom besloot hij om een andere tactiek toe te passen. Hij trachtte eerst de nabijgelegen dorpen en kastelen bij Gaillard te veroveren. Zijn bedoeling was om hierdoor Gaillard af te zonderen. Zijn eigen leger zou dan geen last meer hebben van opstandige buren. De Engelsen zagen die veroveringen toe, maar hielden zich nog wat afzijdig.
De verdediging rondom het kasteel bleek toch niet zo efficiënt te zijn. De Fransen vonden een manier om de greppel rondom rond op te vullen en geraakten ook door de houten omheining. Zo geraakten ze tot bij de kasteelmuren. De volgende stap was het bouwen van een brug van drijvende vlotten. Dit was om de Engelsen die een tegenaanval zouden plannen, te onderscheppen. Koning Jan zonder Land wilde een aanval doen via land en via water. Beiden mislukten echter waardoor de Engelsen massaal sneuvelden.
Het kasteel geraakte volledig afgezonderd en de Fransen moesten schuilen in hutten waarrond opnieuw greppels werden aangelegd. Via een geul konden de bewoners tot aan het kasteel geraken. In de hoop om door te breken, bouwden de Fransen belegeringswerken op afgeplatte heuvels.
De Engelsen konden dit even volhouden, maar tijdens de winter van 1203-1204 raakten de voorraden op. De Fransen daarentegen werden nog steeds bevoorraad en zij stonden dus op dat moment veel sterker. Ze planden een aanval in februari 1204. Koning Filips pakte het heel slim aan. Hij zorgde voor meerdere aanvallen tegelijkertijd. Er waren boogschutters die de verdedigers aanvielen, machines die de muren wilden vernielen, delvers die de muren probeerden te ondermijnen. Uiteindelijk slaagden ze erin om de eerste muur te doorbreken waardoor de Engelsen zich moesten terugtrekken tot aan de tweede muur.
Ook die muur konden ze vernielen. Via een geheime weg konden ze binnenin geraken en zo de poorten openen voor de anderen. De verdedigers moesten zich vervolgens terugtrekken tot de derde muur. Nu waren ze maar een muur verwijderd van het kasteel. Men trachtte opnieuw om te ondermijnen. De slotvoogd, Roger de Lacy, besloot dat het genoeg geweest was. Hij wilde niet dat alle bewoners en burgers vermoord zouden worden. Hij gaf zich over. Hiermee eindigde de belegering van het kasteel.

## Nasleep
Met het verlies van Gaillard verdween een van de laatste grote steunpunten van de Engelsen in Normandië en was het aloude hertogdom voor de Engelse koning verloren. Hierdoor steeg de impopulariteit van Jan zonder Land nog meer in eigen land en dat zou op den duur leiden tot het tekenen van de Magna Carta.